# Nicolaea
Nicolaea is een geslacht van vlinders van de familie Lycaenidae, uit de onderfamilie Theclinae.

## Soorten
- N. bagrada (Hewitson, 1868)
- N. besidia (Hewitson, 1868)
- N. cauter (Druce, 1907)
- N. ceglusa Hewitson, 1868
- N. cupa (Druce, 1907)
- N. demilineata (Lathy, 1936)
- N. dolium (Druce, 1907)
- N. fabulla (Hewitson, 1868)
- N. heraldica (Dyar, 1914)
- N. laconia (Hewitson, 1868)
- N. lemuria (Hewitson, 1868)
- N. munditia (Druce, 1907)
- N. obelus (Druce, 1907)
- N. opalia (Hewitson, 1868)
- N. opaliana (Hayward, 1967)
- N. ophia (Hewitson, 1868)
- N. petilla (Hewitson, 1868)
- N. schausa (Jones, 1912)
- N. socia (Hewitson, 1868)
- N. torris (Druce, 1907)
- N. velina (Hewitson, 1868)
- N. viceta (Hewitson, 1868)
- N. xorema (Schaus, 1902)